# Bieriеzowoje (obwód kurski)
Bieriezowoje (ros. Березовое) – osiedle typu wiejskiego w zachodniej Rosji, w sielsowiecie głamazdińskim rejonu chomutowskiego w obwodzie kurskim.

## Geografia
Miejscowość położona jest 3,5 km od centrum administracyjnego sielsowietu głamazdińskiego (Głamazdino), 10,5 km od centrum administracyjnego rejonu (Chomutowka), 104 km od Kurska.
W granicach miejscowości znajduje się 16 posesji.

## Demografia
W 2010 r. miejscowość zamieszkiwało 6 osób.